# Ferdinand Schachinger
Ferdinand Schachinger (Vienna, 1903 – ...) è stato un calciatore austriaco, di ruolo attaccante.